# Agrotis incurva
Agrotis incurva är en fjärilsart som beskrevs av Herrich-Schäffer 1851. Agrotis incurva ingår i släktet Agrotis och familjen nattflyn. Inga underarter finns listade i Catalogue of Life.